# Konstandinos Tsiklitiras
Konstandinos „Kostas” Tsiklitiras (gre.: Κωνσταντίνος "Κώστας" Τσικλητήρας, ur. 30 października 1888 w Pylos, zm. 10 lutego 1913 w Atenach) – grecki lekkoatleta, wielokrotny medalista olimpijski.
Pochodził z Pylos, lecz przeniósł się do Aten, by studiować handel. Zainteresował się tam sportem. Uprawiał piłkę nożną (w Panathinaikosie) oraz piłkę wodną, ale najbardziej był znany ze swych sukcesów lekkoatletycznych. Na igrzyskach międzyolimpijskich w 1906 w Atenach Tsiklitiras, który miał wówczas 17 lat, startował w skoku wzwyż z miejsca (zajął 6. miejsce) oraz w skoku w dal z miejsca (8. miejsce).
Na igrzyskach olimpijskich w 1908 w Londynie zdobył srebrne medale w skokach wzwyż i w dal z miejsca (wzwyż ex aequo z Johnem Billerem z USA), oba razy przegrywając z Rayem Ewrym. Na igrzyskach olimpijskich w 1912 w Sztokholmie, po zakończeniu kariery przez Ewry'ego, Tsiklitiras zwyciężył w skoku w dal z miejsca (z nowym rekordem olimpijskim 3,37 m), a w skoku wzwyż z miejsca zdobył brązowy medal. 20 razy zdobywał mistrzostwo Grecji w latach 1906-1913.
Zgłosił się jako ochotnik do wojsk, by wziąć udział w wojnach bałkańskich, choć mógł uniknąć powołania. Zachorował na zapalenie opon mózgowych i zmarł w wieku 24 lat.